# OP-lassen

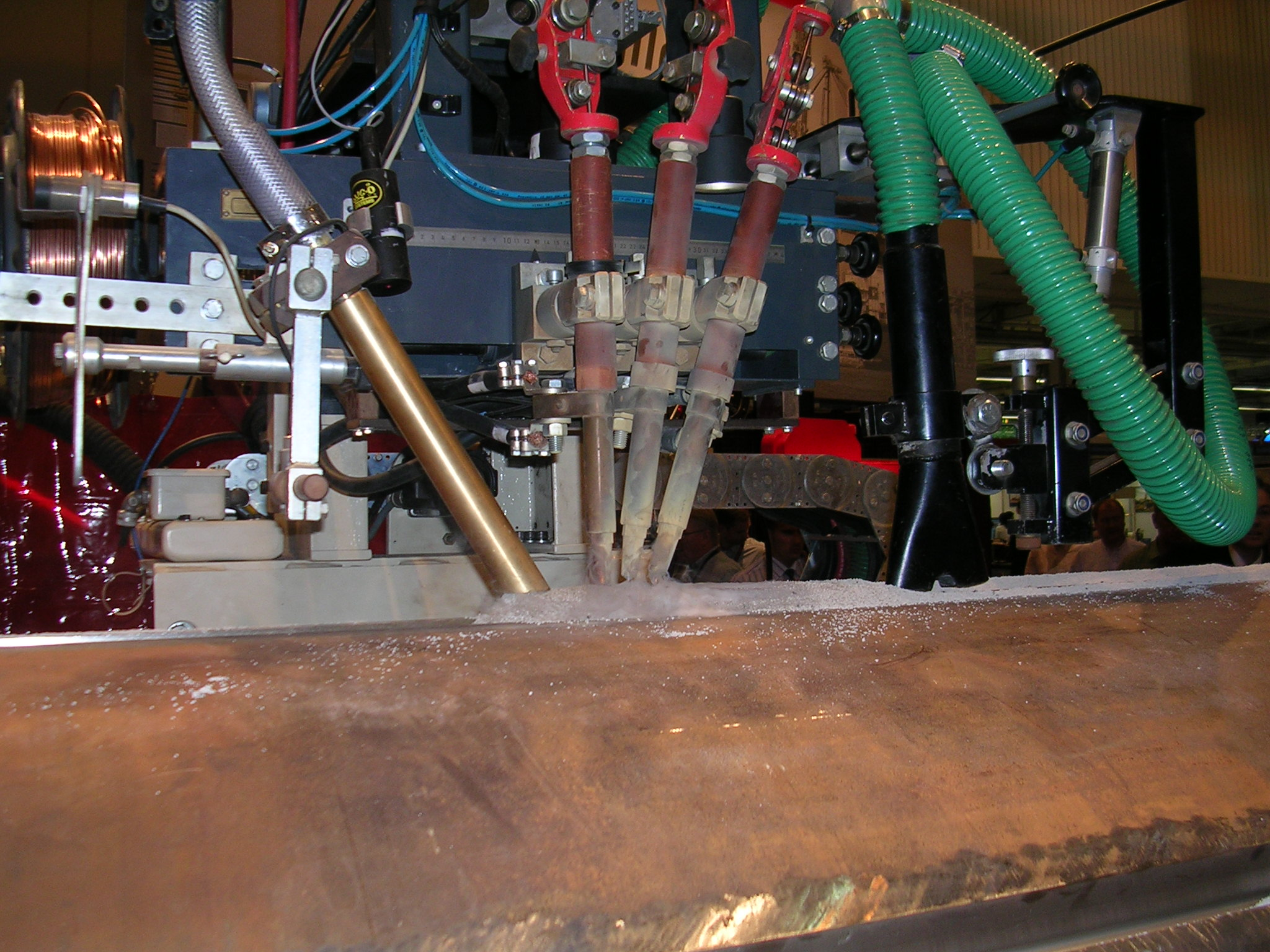
OP-lasmachine. Links toevoeging van poeder, in het midden drie laspistolen, rechts een stofzuiger om het overgebleven poeder af te voeren.

Onderpoederlassen (Engels: Submerged Arc Welding), ook wel lassen met vast poeder of OP-lassen genoemd, is een lasprocedé waarbij gelast wordt onder een laag laspoeder.

## Kenmerken
Onderpoederlassen is een lasprocedé dat gerekend wordt tot het 'booglassen'. Het is een zeer productief proces met een elektrische boog die onder een laag poeder ligt. Net als bij MIG/MAG-lassen wordt gewerkt met een mechanisch aangevoerde afsmeltende elektrode, die tegelijkertijd elektrode en toevoegmateriaal vormt.

## Proces
Het lasdraad wordt mechanisch vanaf een draadhaspel aangevoerd.
Het poeder wordt over de boog uitgestrooid en heeft een vergelijkbare functie als de bekleding bij het lassen met beklede elektrode: het vormt een beschermgas en tevens een slak die het smeltbad beschermt tegen de invloeden van de lucht. Bovendien kunnen door de keus van het soort laspoeder de mechanische eigenschappen van de las worden beïnvloed: basische poeders voor grote wanddikten, rutielpoeders voor hogere verwerkingssnelheden.

Laspoeder dat na het lassen overblijft, wordt door een speciale stofzuiger opgezogen en hergebruikt.
Bij OP-lassen wordt een laskop gebruikt. Deze zorgt voor:
- Het onder elektrische spanning brengen van de draad.
- Het uitstrooien van een bepaalde laag laspoeder via een trechter rond het einde van de draad.
- Het mechanisch afrollen van de draad, door middel van aandrijfwieltjes, om aldus bij contact met het te lassen werkstuk een stabiele elektrische boog te vormen.

Naast het lassen met één draad zijn er veel verschillende varianten, onder andere met 2 of meer draden (twin, tandem, drie-draads...) en met een (sinter)band (0,5 mm dik en 30–120 mm breed) voor het oplassen van een cladlaag: OP-bandlassen.
Bij OP-lassen kan gelijkstroom of wisselstroom worden gebruikt. Lassen met gelijkstroom geven iets gelijkmatigere lassen. De stroombron heeft in de regel - vergelijkbaar met MIG/MAG lassen - een 'vlakke karakteristiek', waarbij de spanning vrij constant blijft. Bij gebruik van gelijkstroom kan de elektrode zowel negatief als positief zijn. Dit heeft gevolgen voor de las: bij een negatieve elektrode ontstaat er een grotere neersmeltsnelheid en een minder diepe inbranding; bij een positieve elektrode is de inbranding dieper. Als met meerdere draden wordt gelast, wordt bij de eerste draad gelijkstroom gebruikt; bij de volgende draden wisselstroom. Als daarvoor ook gelijkstroom zou worden gebruikt, zouden de magnetische velden die bij deze grote stromen optreden, de vlambogen uit de koers kunnen buigen.
De stroomsterkte bij onderpoederlassen kan namelijk heel hoog oplopen (200 tot meer dan 3000 A bij meerdraads lassen) waardoor er een dikke draad gebruikt kan worden en de neersmeltsnelheid erg hoog komt te liggen. Men gebruikt meestal draaddiameters van 2,4, 3,2 of 4 mm.

## Toepassingen
Deze lasmethode wordt algemeen toegepast in de zware industrie (offshore, scheepsbouw, apparatenbouw en chemische industrie), voor het maken van opslagtanks, schepen, grote machines en onderdelen voor windmolens.

## Voor- en nadelen

### Voordelen
- Er kan met zeer grote stromen gewerkt worden, waardoor er een grote neersmelt mogelijk is, grote lasdiepten mogelijk zijn en de lassnelheid hoog is.
- Er kan langdurig achtereen gelast worden (hoge 'inschakelduur')
- Het proces is zeer geschikt voor automatische verwerking, door lasrobots.
- Het poeder dekt de straling en spatten af, zodat gezichtsbescherming niet per se noodzakelijk is.
- Ondanks dat de apparatuur niet goedkoop is, is het lasproces zelf erg goedkoop.
- Bij een goede instelling van de lasparameters ontstaan mooi gladde en kwalitatief goede lassen, die niet of nauwelijks nabewerkt hoeven te worden.

### Nadelen
- Door het gebruik van poeder kan er maar in enkele posities gelast worden, omdat anders het poeder tijdens het lassen niet blijft liggen. Bij lassen op scheve of gebogen oppervlakken (bv. buizen) moeten extra maatregelen genomen worden om het poeder op de plaats te houden.
- Poeder en slak verhinderen vrij zicht op het smeltbad, zodat bijsturen lastig is en pas na afloop te zien is of de las goed gelukt is. Daardoor is deze methode niet geschikt voor lassen uit de vrije hand.
- Er is een relatief groot risico op lasfouten, doordat de naad tijdens het lassen niet zichtbaar is. Zelfs na het lassen is niet zichtbaar als er vlak naast de naad wordt gelast, waardoor onvolkomen doorlassingen kunnen optreden. Ook is er om diezelfde reden een serieus risico op slakinsluitingen.
- Doordat in dik materiaal zeer veel warmte wordt toegevoegd, kunnen uitzettings- en krimpvervormingen optreden waarbij scheuren kunnen optreden (zogenaamd warmscheuren).